# Nationalmuseum von Costa Rica

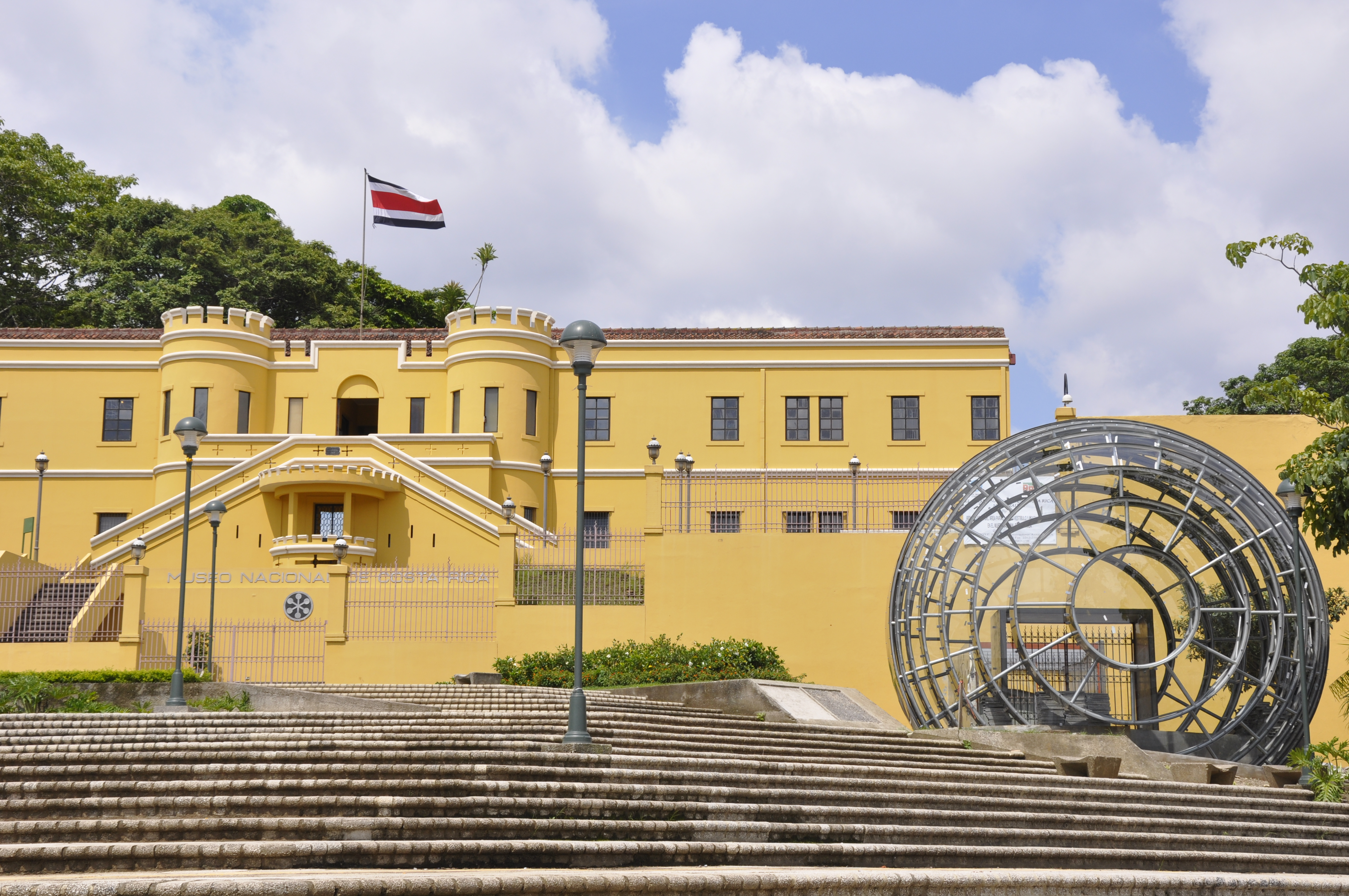
Museo Nacional de Costa Rica

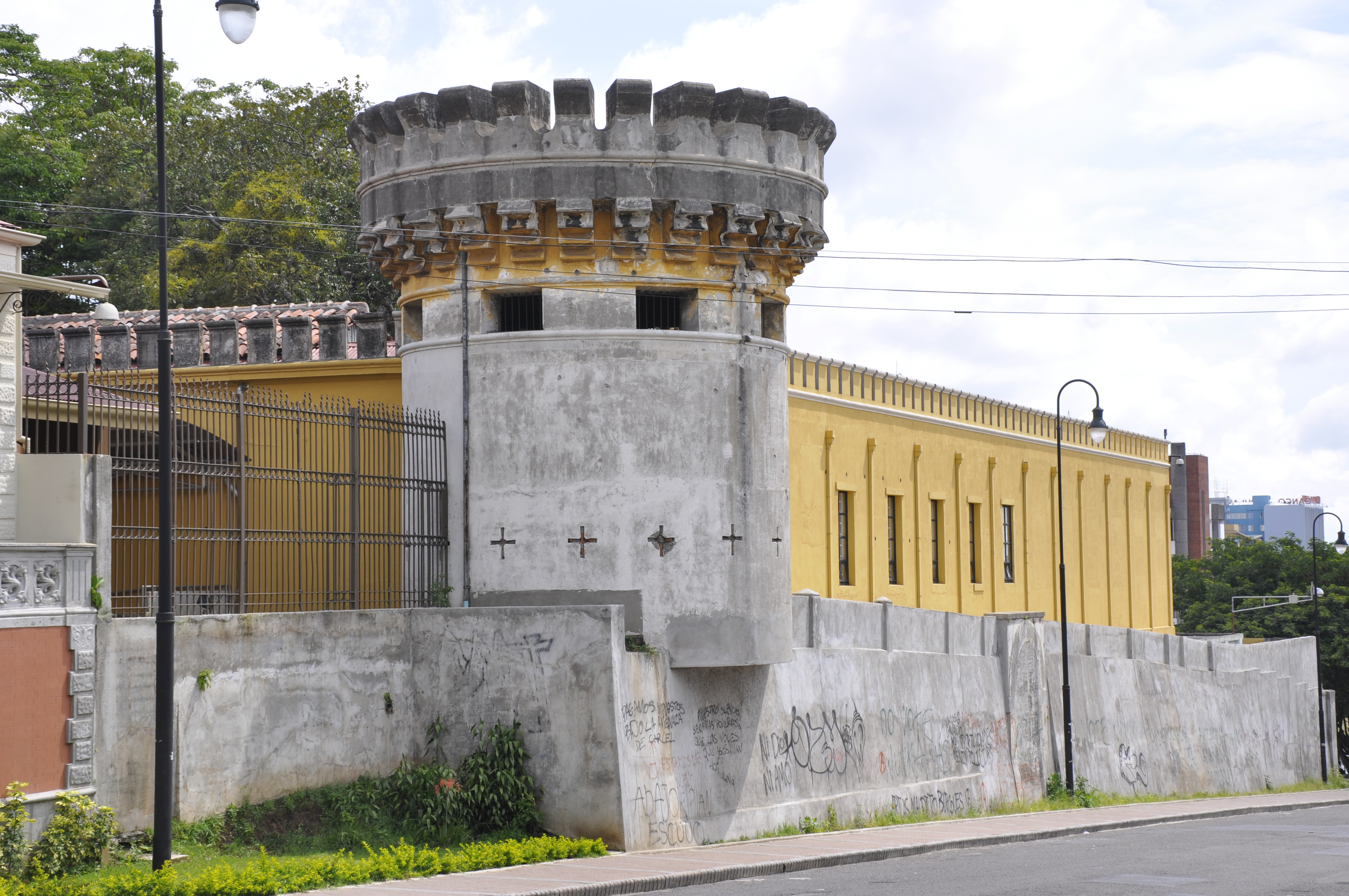
Museo Nacional (Außenwand mit Einschusslöchern)

Das Museo Nacional de Costa Rica in der Hauptstadt San José informiert über die Geologie, Archäologie, präkolumbische, Religions-, Kolonial- und moderne Geschichte Costa Ricas.
Ausgestellt sind unter anderem präkolumbische Steintafeln und Keramiken, dazu Goldgegenstände im Sala de Oro und im Hof einige der Steinkugeln von Costa Rica.
Das Gebäude liegt schräg gegenüber der Asamblea Legislativa, südwestlich von ihr. Es wurde 1917 zu Militärzwecken gebaut; die Außenwände zeigen noch Einschusslöcher aus dem Bürgerkrieg 1948.
Das Museum grenzt südlich an die Avenida 2 – der lokale Name der Panamericana – und östlich an die Calle 17 (Postadresse). Des Weiteren westlich an den Plaza de la Democracia und nördlich an die Avenida Central.
Das Museum besitzt auch eine Ausstellung des Friedensnobelpreisträgers Óscar Arias Sánchez von 1987 und einen Schmetterlingsgarten außerhalb zum „Plaza de la Democracia“ gelegen.